# Алаог ап Итиг
Алаог ап Итиг (валл. Alaog ap Iddig;) - сын Итига, одного из многочисленных сыновей Каделла Дирнлуга.

## Биография
Алаук упоминается в Житии св. Уинифриды как отец Карадока, князя Тегейнгла. Очевидно, именно от этого человека Хаварден получил свое валлийское название, которое в древности было Пеннард Халаг, современный Пеннарлаг. Аспират в слове «Халауг», возможно, возник из-за ложной этимологии слова halog, «загрязненный». Пеннард Алаог. Лливарх «Придидд и Мох» пишется как Алаавк. Вероятно, это один и тот же человек, а именно Алаог Вр аб Иддиг (возможно, прямой Алаог Фур, «толстый»), который фигурирует в родословной Коурида ап Кадвана, патриарха племени в Диффрин-Клуид.